# Стоктон, Дональд
Дональд Паркер Стоктон (англ. Donald Parker Stockton; 22 февраля 1904, Монреаль, Канада — 16 июня 1978, Монреаль, Канада) — канадский борец вольного стиля, серебряный призёр Олимпийских игр.

## Биография
Родился в 1904 году в Канаде. Начал заниматься борьбой в клубе Verdun в Монреале. 
В 1924 году отправился на Летние Олимпийские игры в Париже, выступал в полусреднем весе и занял итоговое пятое место.  
См. таблицу турнира.  
На Летних Олимпийских играх 1928 года в Антверпене боролся в весовой категории до 79 килограммов (средний вес). На этих играх был введён регламент, в соответствии с которым борец получал в схватках штрафные баллы. Набравший 5 штрафных баллов спортсмен выбывал из турнира. Турнир проводился по системе Бергваля. В среднем весе борьбу за титул вели 9 борцов
Дональд Стоктон в полуфинале уступил будущему чемпиону Эрнсту Кибурцу и стал участником турнира за второе место. В турнире за второе место победил — при том, что второй финалист Ральф Хаммонд отказался от участия в турнире за второе место — и стал серебряным призёром игр. 
См. таблицу турнира
В 1932 году принял участие в Летних Олимпийских играх в Лос-Анджелесе, выступал в среднем весе, но чисто проиграв в двух встречах, из турнира выбыл, оставшись на последнем месте.
См. таблицу турнира
Во время спортивной карьеры также выступал за команду по регби.    
В 1933 году стал профессиональным рестлером, по окончании активной карьеры работал тренером и судьёй в выступлениях по рестлингу. 
Член Зала славы Канадских олимпийцев (1961), Зала славы борьбы Канады (1971).
Умер в 1978 году.